# Timelaea formosana
Timelaea formosana är en fjärilsart som beskrevs av Hans Fruhstorfer 1908. Timelaea formosana ingår i släktet Timelaea och familjen praktfjärilar. Inga underarter finns listade i Catalogue of Life.